# Government Pension Fund-Global
Le Government Pension Fund-Global (Statens pensjonsfond Utland en norvégien, « Fonds de pension gouvernemental-Étranger » en français), anciennement Government Petroleum Fund (Statens petroleumsfond en norvégien, « Fonds gouvernemental pour le pétrole » en français) et surnommé « fonds pétrolier », et géré par Norges Bank Investment Management, est, avec le Government Pension Fund-Norway (Statens pensjonsfond Norge en norvégien, « Fonds de pension gouvernemental-Norvège ») l'un des deux fonds souverains de la Norvège.

## Historique

### Origine
Le Government Pension Fund-Global date de 2006 et s'inscrit comme le successeur du Petroleum Fund (1990) créé pour gérer les excédents de réserves de change provenant de l'exportation du pétrole.
En juillet 2014, c'est le premier fonds souverain au monde par montant de capitalisation, comprenant des actifs pour un montant estimé à 878 milliards de dollars. Il reste le plus important au monde en 2016, atteignant 850 milliards d'euros à la fin de décembre ; il contrôle 1,3 % de la capitalisation boursière mondiale avec des participations dans près de 9 000 entreprises.
La banque centrale norvégienne a annoncé le mercredi 17 août 2022 que le plus grand fonds souverain du monde, le fonds souverain norvégien, a perdu environ 1 680 milliards de couronnes - soit 170 milliards d'euros - au premier semestre 2022, principalement à cause des valeurs technologiques. L'énorme fonds, qui bénéficie des revenus pétroliers de l'État norvégien, a affiché un rendement négatif de 14,4 % au cours des six premiers mois de l'année, portant sa valeur à 11 657 milliards de couronnes à la fin du mois de juin.
Au total, en 2022, le fonds a perdu l'équivalent de 150 milliards de dollars. Cette perte colossale découlant de la guerre en Ukraine et de la détérioration économique mondiale est vite gommée : au premier semestre 2023, il gagne 131 milliards d'euros.

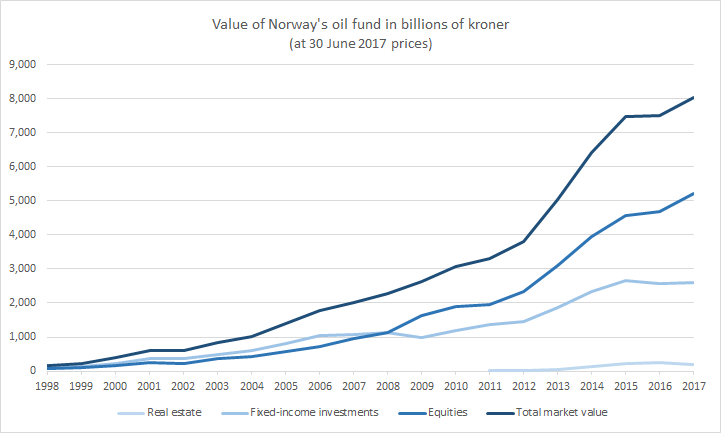
Valeur du Government Pension Fund-Global en milliards de couronnes norvégiennes (30 juin 2017)

## Gestion et ressources
Le fonds reçoit l'ensemble des profits de la Norvège liés au pétrole via les impôts, les permis d'exploitation de gisement, d'exploration et les participations dans les sociétés comme Statoil ou Norsk Hydro.
Ce fonds est géré par la banque centrale norvégienne, mais une partie de cette gestion est déléguée à une cinquantaine de sociétés norvégiennes et étrangères.
La politique de gestion est prudente avec un profil à la fois défensif et diversifié, limitant les participations à moins de 5 %.
Le fonds obéit à des règles, formalisées en 2004, relativement strictes en termes d'éthique.

### Composition du portefeuille
L'allocation d'actifs s'effectue à travers 60 % d'actions, 35 % d'obligataire et 5 % d'immobilier. Les investissements en Europe représentent la majorité des investissements.
La Banque de France juge « très vraisemblable » que les parts du CAC 40 détenues par la Norvège, passées de 0,9 % en 2008 à 1,7 % en 2012, le sont par le Government Pension Fund-Global. Celui-ci est le premier actionnaire de deux tiers des entreprises de la cote parisienne, parmi lesquels Axa, Carrefour, Capgemini, Renault, Sanofi, Gemalto ou encore la Société générale.

### Transparence et audit
Les performances du fonds font l'objet d'un rapport trimestriel et annuel. Le rapport annuel, publié en anglais et en norvégien, est public, contrairement au rapport trimestriel à usage interne. Ses comptes sont vérifiés par la branche audit de la banque centrale norvégienne elle-même.

### Encours et participations
En 2023, l'encours géré représente 1 332 milliards d'euros.
Le fonds souverain norvégien « Government Pension Fund Global » atteint un nouveau record le mardi 12 septembre 2017 à 10 h 34 GMT et passe ainsi la barre symbolique des 1 000 milliards de dollars d'encours sous gestion, soit 2,7 fois le PIB de la Norvège.

### Placements exclus par le fonds
Le fonds exclut de ses investissements un certain nombre d'entreprises du fait de leurs activités non éthiques. La présente liste, non exhaustive, date le début de leurs exclusions. Les entreprises qui ne sont plus exclues ne sont pas présentes dans cette liste.
- Impliquées dans la fabrication de mines antipersonnel
  - Singapore Technologies Engineering, depuis le 26 avril 2002

- Impliquées dans la fabrication d'armes à sous-munitions
  - Textron, depuis le 31 décembre 2008
  - Hanwha, depuis le 31 décembre 2007
  - Poongsan, depuis le 30 novembre 2006
  - Raytheon, depuis le 31 août 2005
  - Lockheed Martin, depuis le 31 août 2005
  - Orbital ATK, depuis le 21 août 2013

- Impliquées dans la fabrication d'armes nucléaires
  - Jacobs Engineering, depuis le 11 janvier 2013
  - Serco Group, depuis le 31 décembre 2007
  - Safran, depuis le 31 décembre 2005
  - Northrop Grumman, depuis le 31 décembre 2005
  - Honeywell, depuis le 31 décembre 2005
  - Airbus, depuis le 31 décembre 2005
  - Boeing, depuis le 31 décembre 2005

- Impliquées dans la fabrication de tabac
  - Grupo Carso, depuis le 24 août 2011
  - Shanghai Industrial (en), depuis le 5 mars 2011
  - Alliance One International (en), depuis le 31 décembre 2009
  - Altria, depuis le 31 décembre 2009
  - British American Tobacco, depuis le 31 décembre 2009
  - Gudang Garam, depuis le 31 décembre 2009
  - Imperial Tobacco, depuis le 31 décembre 2009
  - ITC Limited, depuis le 31 décembre 2009
  - Japan Tobacco, depuis le 31 décembre 2009
  - Korea Tobacco & Ginseng Corporation, depuis le 31 décembre 2009
  - Lorillard, depuis le 31 décembre 2009
  - Philip Morris, depuis le 31 décembre 2009
  - Reynolds American, depuis le 31 décembre 2009
  - Souza Cruz, depuis le 31 décembre 2009
  - Swedish Match, depuis le 31 décembre 2009
  - Universal Corporation (en), depuis le 31 décembre 2009
  - Vector Group (en), depuis le 31 décembre 2009

- Impliquées dans des violations importantes ou systématiques des droits humains :
  - Walmart, depuis le 31 mai 2006

- Impliquées dans des destructions environnementales :
  - Lingui Development Berhad, depuis le 16 février 2011
  - Samling Global, depuis le 23 août 2010
  - Norilsk Nickel, depuis le 31 octobre 2009
  - Barrick Gold, depuis le 30 novembre 2008
  - Rio Tinto, depuis le 30 juin 2008
  - Vedanta Resources, depuis le 30 janvier 2014
  - Freeport-McMoRan, depuis le 31 mai 2006

- Impliquées dans des violations des normes éthiques 
  - Potash Corporation of Saskatchewan, depuis le 6 décembre 2011
  - Elbit Systems, depuis le 31 août 2009
  - Canadian Natural Resources, depuis le 13 mai 2020[10]
  - Cenovus Energy, depuis le 13 mai 2020[10]
  - Suncor Energy, depuis le 13 mai 2020[10]
  - Imperial Oil Limited, depuis le 13 mai 2020[10]

- Impliquées dans des violations des droits de l'homme durant des conflits militaires
  - Shikun U'Binui ou Housing & Construction Holding Company Limited (en)
  - Africa Israel Investments (en), depuis le 23 août 2010
  - Danya Cebus (en), depuis le 23 août 2010
- Impliquées dans des violations du droit international :
- Paz, depuis le 12 mai 2025[11]